# Anton Wilhelm Amo
Anton Wilhelm Amo (llatí Antonius Guilielmus Amo Afer ab Aximo a Guinea) * al voltant de 1703 a Nkubeam prop d'Axim a l'actual Ghana, va morir al voltant de 1756, va ser el primer filòsof conegut d'origen africà a Alemanya.

## Vida i treball
Amo va arribar a Europa per rutes poc clares. Va venir d'Amsterdam a la cort del duc de Braunschweig i va ser batejat sota el seu patrocini. Amo va estudiar a Wittenberg i allí es va doctorar en filosofia. Després d'estades a Jena, Halle i Wolfenbüttel, va tornar a l'Àfrica.

## Recepció
Ara s'ha proposat a Alemanya la denominació dels llocs públics amb Amo i ja s'ha implementat en alguns casos (per exemple, a Stuttgart). Diverses exposicions en museus el van commemorar, com “Anton Wilhelm Amo. Between the Worlds” 2024 a Wittenberg.
El comissari d'aquesta exposició va ser l'etnòleg Nils Seethaler.